# Виолетово-зелена лястовица
Виолетово-зелена лястовица (Tachycineta thalassina) е вид птица от семейство Лястовицови (Hirundinidae).

## Разпространение
Видът е разпространен в Гватемала, Канада, Колумбия, Коста Рика, Мексико, Никарагуа, Салвадор, САЩ и Хондурас.